# Svenska Serier 1982
Svenska Serier årgång 1982 var den fjärde årgången och gavs endast ut i 2 nummer. Efter detta år lades tidningen ner för att återkomma 5 år senare.

## Innehåll
| Nummer | Serie                      | Upphovsman                      |
| ------ | -------------------------- | ------------------------------- |
| 1      | Omslaget                   | Rolf Gohs                       |
|        | Jim Fletcher: Blind Kärlek | Lennart Moberg                  |
|        | En Chans På Miljonen       | Hans-Peter Clewe                |
|        | Sån’t Händer Bara I Serier | Rolf Geschwind                  |
|        | Sputnik                    | Per Sörensen                    |
|        | Skämtsamma Sidor           | Mikael Olofsson                 |
| 2      | Omslaget                   | Alf Woxnerud                    |
|        | Tvärkontakt                | Anders Westerberg               |
|        | Den Högsta Vinsten         | Jonas Bergengren                |
|        | Jösses!                    | Niels Söndergaard Björn Morisse |
|        | Ormmannen                  | Jan-Åke Palmlöf                 |
|        | Nej Till Dans              | Joakim Lindengren               |
|        | Serier                     | Magnus Källström                |
|        | Skeppet                    | Mikael Oskarsson                |